# No Escape
No Escape (titulada Escape de Absolom en España y Fuga de Absolom en Hispanoamérica), lanzada como Escape from Absolom en algunos países, es una película estadounidense de ciencia ficción y acción de 1994, dirigida por Marting Campbell y protagonizada por Ray Liotta, Lance Henriksen, Stuart Wilson, Kevin Dillon y Ernie Hudson. Está basada en la novela de 1987 The Penal Colony, de Richard Herley.
La historia, ambientada en un futuro distópico, sigue a un antiguo marine que cumple cadena perpetua en una isla habitada por prisioneros salvajes y caníbales. La película se rodó en Queensland, Australia.

## Argumento
En el año 2022 las corporaciones controlan el sistema penitenciario, el cual considera a los prisioneros como bienes de su propiedad. El exmarine John Robbins es condenado de por vida por asesinar a su oficial superior tras ordenarle en 2011 matar a un gran número de hombres, mujeres y niños inocentes en Bengazi, Libia. Estos hechos aún obsesionan a Robbins una década después.
Robbins ha logrado escapar de dos prisiones de máxima seguridad de nivel 5 y en ese momento cumple su condena en una instalación de nivel 6, donde otro prisionero le habla de "Absolom", una isla a la que envían a los peores prisioneros, un lugar más temido que la prisión. El alcaide, después de ser retenido bajo amenaza con un arma por Robbins, se convence de que este es una amenaza y lo exilia a la isla.
Una vez allí, un numeroso grupo de prisioneros conocidos como los "outsiders", que se rige por la ley de la selva y por la voluntad de su líder, el sociópata Marek, lo captura. La isla, anteriormente un retiro privado que ahora es una mansión en ruinas con piscina, es donde los outsideres han establecido su base. Marek insiste en que Robbins se enfrente a uno de sus hombres para su entretenimiento y queda muy impresionado cuando Robbins lo mata en segundos, así que le ofrece un puesto en su grupo. En vez de responder, Robbins le golpea y lo lanza a la piscina, roba su lanzacohetes y huye del campamento de los outsiders. Tras ser perseguido por la selva, se encuentra al borde de un acantilado, donde recibe el impacto en el cuello de un dardo de cerbatana y cae al río en el fondo del acantilado, donde la corriente lo arrastra hasta unas rocas donde lo encuentra otro grupo que se hace llamar los "insiders". 
Robbins despierta en el campamento de los insiders, liderados por el doctor conocido como "el Padre", enfermo terminal, que consiguió levantar una comunidad autónoma cooperativa con leyes, en oposición a la tiranía de los outsiders. También conoce a King, el encargado de ayudar a los recién llegados, y a Casey, un joven condenado a cadena perpetua por participar en un secuestro de gran repercusión. Los insiders son 98 en total, mientras que los outsiders son casi 600. Robbins descubre que es la única persona conocida que ha desafiado a Marek y escapado de su campamento y que el arma que robó ha sido requisada por el bien de la comunidad.
Después de un ataque de los outsiders, el Padre se da cuenta del ingenio e iniciativa de Robbins y de su capacidad para el combate y le pide que se una a ellos, a lo que Robbins se niega y le dice que quiere abandonar Absolom. Entonces le llevan a la costa, donde le cuentan que están a 200 millas del continente, y que hay patrullas a 50 millas de la costa. A los prisioneros también se les rastrea y controla mediante tecnología infrarroja satelital, usada sobre todo para detectar actividad térmica de importancia como incendios o explosiones que pudieran poner sobre aviso a otras agencias. Mientras, el alcaide deja que los prisioneros hagan lo que quieran, incluso matarse entre ellos.
Marek reúne a todos los líderes de las diferentes bandas en el campamento de los outsiders, lo que le da un liderazgo reforzado. Después comienza a controlar las raciones para mantener el orden entre sus hombres.
Los insiders han construido en secreto una embarcación a prueba de sensores y la botan con varios voluntarios secretos manejándola, con la misión de escapar de la isla y contarle al mundo exterior la verdad sobre Absolom. A pesar de todo, el bote es detectado y destruido por helicópteros de combate. Robbins descubre que los insiders planean escapar usando otra embarcación a motor y exige un puesto, decidido a escapar para poder contarle a las autoridades la verdad sobre la muerte de civiles en Libia y sobre Absolom. El problema es que el motor para la embarcación necesita un distribuidor, una pieza que Robbins vio en alguna parte del campamento de Marek. Robbins ofrece la posibilidad de conseguir la pieza a cambio de un puesto en la expedición y los insiders aceptan. Robbins se infiltra en el campamento y se hace con la pieza de motor, pero los outsiders lo capturan y le obligan, por orden de Marek, a luchar con Casey, que había seguido a Robbins en secreto hasta el campamento hasta caer en una trampa. Casey se empala y se mata él mismo con el arma de Robbins, y trasladan a Robbins para ejecutarlo. Robbins escapa otra vez del campamento con la ayuda de un espía insider, lo que enfurece a Marek, que declara una guerra total a los insiders.
A pesar de sus objeciones, Robbins convence a los insiders de que abandonen su campamento, aunque él se queda atrás para disparar un lanzacohetes que prende una bomba incendiaria que mata a la mayoría de los outsiders y también activa los sensores infrarrojos del satélite, haciendo que el alcaide envíe hombres a la isla. Marek sobrevive a la explosión y ataca a Robbins pero el Padre le defiende antes de que Marek aseste el golpe mortal. Marek mata al Padre y Robbins mata a Marek al mismo tiempo que los insiders consiguen que el motor de la embarcación arranque, justo antes de que esta estalle y de que el constructor recibe una puñalada del informador del alcaide. Robbins descubre que King es el topo en el campamento de los insiders que se ha estado comunicando con el alcaide y que le ha informado de todos los intentos de fuga. Robbins obliga a King a darle información falsa al alcaide para que este aterrice en la isla y lo busque. Robbins aprovecha la ocasión para hacerse con el control del helicóptero, tira al alcaide de la nave y escapa de Absolom, con la promesa de que difundirá la verdad sobre la isla. King y el alcaide se quedan atrás, mientras miran con nerviosismo hacia los árboles a la vez que outsiders ocultos se acercan a ellos.

## Reparto
- Ray Liotta como Robbins.
- Lance Henriksen como el Padre.
- Stuart Wilson como Marek.
- Kevin Dillon como Casey.
- Kevin J. O'Connor como Stephano.
- Don Henderson como Killian.
- Ian McNeice como King.
- Jack Shepherd como Dysart.
- Michael Lerner como el alcaide.
- Ernie Hudson como Hawkins.
- Russel Kiefel como Iceman.
- Brian M. Logan como Scab.
- Cheuk-Fai Chan como Skull.
- David Wenham como guardia del hotel.

## Recepción
Roger Ebert le dio dos estrellas sobre cinco a la película. El crítico valoró los aspectos técnicos de la película, pero en su repaso considera que tanto personajes como trasfondo apenas están desarrollados. En su análisis para el New York Times, Caryn James es más crítica con el resultado pues en su opinión, lo que parecería una mezcla a prueba de tontos de elementos prestados de otras contrastadas películas de acción (Mad Max, Demolition Man, Escape from New York), es un plan que fracasa estrepitosamente. El resultado es una película "larga y letárgica. La acción resulta falsa y los efectos especiales son penosos".
La película funcionó mal en taquilla y quedó lejos de recuperar sus veinte millones de dólares de presupuesto.

## Otros medios
Marvel Comics publicó en 1994 una miniserie de cómics de tres números que adaptaba la novela original y el guion de la película. La serie tuvo a Roger Salick como escritor, Mike Harris como dibujante y Chris Ivy como entintador. También en 1994 se lanzó un videojuego para Mega Drive y Super Nintendo Entertainment System.
Partes del discurso inicial del alcaide se reeditaron y usaron en la canción Immune de la banda Godsmack, parte de su primer álbum con el mismo nombre que la banda.